# Agabus disintegratus
Agabus disintegratus är en skalbaggsart som först beskrevs av George Robert Crotch 1873.  Agabus disintegratus ingår i släktet Agabus och familjen dykare. Inga underarter finns listade i Catalogue of Life.

## Bildgalleri

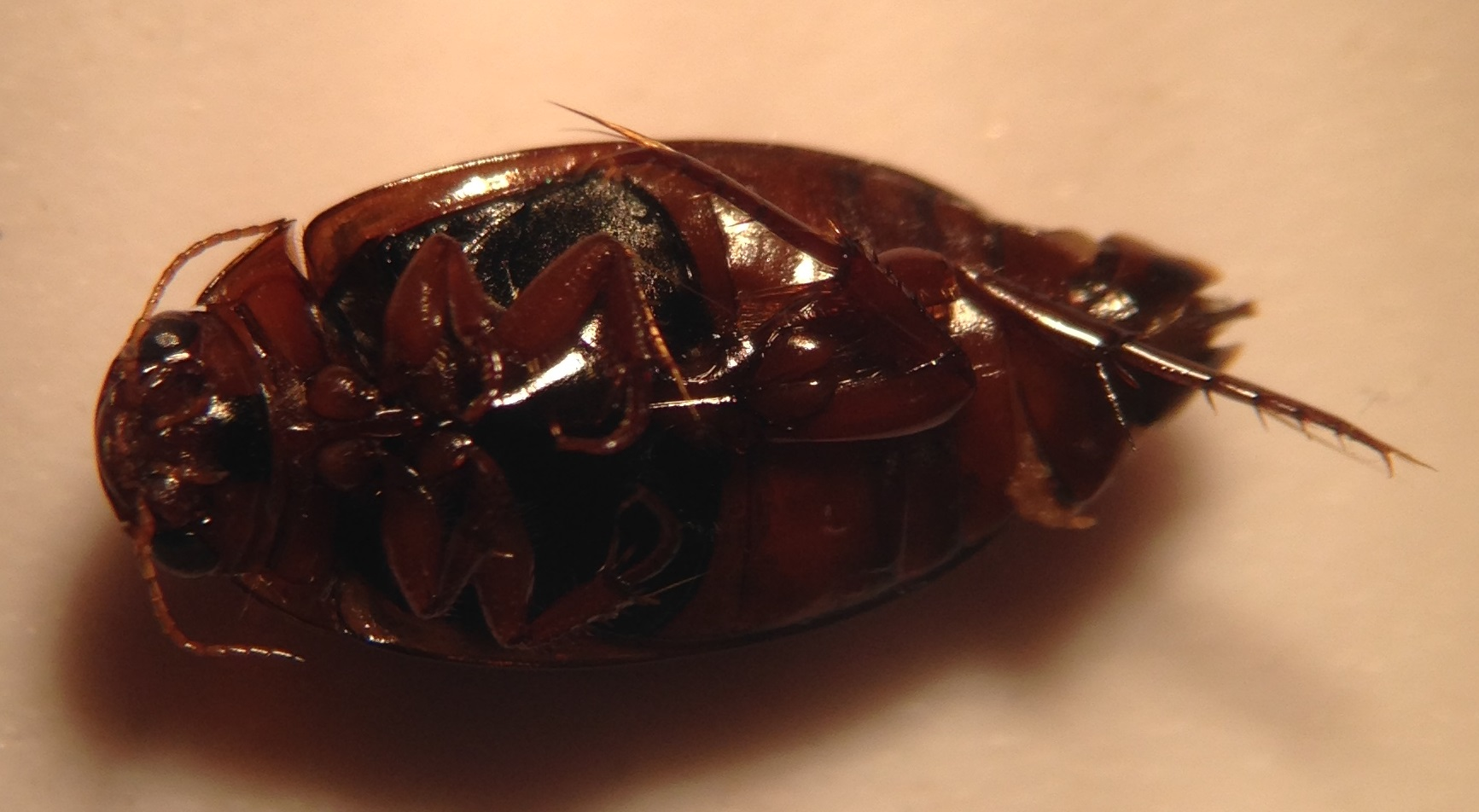